# Hey You (Madonna)
"Hey You" je humanitarna pjesma američke pjevačice Madonne nastala u suradnji s Pharrellom. Nastala je kao dio Live Earth kampanje i Madonna ju je izvela na globalnim Live Earth koncertima 7. srpnja 2007.

## Službena verzija
- Hey You (singl verzija) 4:16

## Ljestvice
"Hey You" nije nikada pušten kao pravi singl, i nije se puštao na radio kao singl. Promoviran je kroz službenu stranicu Live Earth i tijekom koncerta u Londonu 7. srpnja 2007.
| Ljestvica (2007.)  | Najviše mjesto na ljestvici |
| ------------------ | --------------------------- |
| Češka (airplay)    | 9                           |
| Hrvatska (airplay) | 4                           |
| Kanada             | 57                          |
| Latvija            | 33                          |
| Švedska            | 57                          |
| Švicarska          | 55                          |
| UK                 | 187                         |